# Danton Cole
Danton Edward Cole, född 10 januari 1967, är en amerikansk ishockeytränare och före detta professionell ishockeyforward som tillbringade sju säsonger i den nordamerikanska ishockeyligan National Hockey League (NHL), där han spelade för ishockeyorganisationerna Winnipeg Jets, Tampa Bay Lightning, New Jersey Devils, New York Islanders och Chicago Blackhawks. Han producerade 118 poäng (58 mål och 60 assists) samt drog på sig 125 utvisningsminuter på 318 grundspelsmatcher. Cole spelade även för Krefeld Pinguine i Deutsche Eishockey Liga (DEL), Moncton Hawks och Utica Devils i American Hockey League (AHL), Atlanta Knights, Utah Grizzlies och Grand Rapids Griffins i International Hockey League (IHL) och Michigan State Spartans i National Collegiate Athletic Association (NCAA).
Han draftades av Winnipeg Jets i sjätte rundan i 1985 års draft som 123:e spelare totalt.
Cole vann Stanley Cup med New Jersey Devils för säsongen 1994–1995.
Efter den aktiva spelarkarriären har han fortsatt att arbeta inom ishockey och har varit tränare för Grand Rapids Griffins, Bowling Green Falcons (assisterande), ishockeylaget för Alabama-Huntsville Chargers och Team USA. Sedan 2017 är han tränare för ishockeylaget som är en del av Michigan State Spartans.

## Statistik
| 1984–1985   | Aurora Tigers           | OJHL        | 41  | 51 | 44 | 95  | 91  | —  | — | — | —  | —  |
| 1985–1986   | Michigan State Spartans | NCAA        | 43  | 11 | 10 | 21  | 22  | —  | — | — | —  | —  |
| 1986–1987   | Michigan State Spartans | NCAA        | 44  | 9  | 15 | 24  | 16  | —  | — | — | —  | —  |
| 1987–1988   | Michigan State Spartans | NCAA        | 46  | 20 | 36 | 56  | 38  | —  | — | — | —  | —  |
| 1988–1989   | Michigan State Spartans | NCAA        | 47  | 29 | 33 | 62  | 46  | —  | — | — | —  | —  |
| 1989–1990   | Winnipeg Jets           | NHL         | 2   | 1  | 1  | 2   | 0   | —  | — | — | —  | —  |
|             | Moncton Hawks           | AHL         | 80  | 31 | 42 | 73  | 18  | —  | — | — | —  | —  |
| 1990–1991   | Winnipeg Jets           | NHL         | 66  | 13 | 11 | 24  | 24  | —  | — | — | —  | —  |
|             | Moncton Hawks           | AHL         | 3   | 1  | 1  | 2   | 0   | —  | — | — | —  | —  |
| 1991–1992   | Winnipeg Jets           | NHL         | 52  | 7  | 5  | 12  | 32  | —  | — | — | —  | —  |
| 1992–1993   | Tampa Bay Lightning     | NHL         | 67  | 12 | 15 | 27  | 23  | —  | — | — | —  | —  |
|             | Atlanta Knights         | IHL         | 1   | 1  | 0  | 1   | 2   | —  | — | — | —  | —  |
| 1993–1994   | Tampa Bay Lightning     | NHL         | 81  | 20 | 23 | 43  | 32  | —  | — | — | —  | —  |
| 1994–1995   | Tampa Bay Lightning     | NHL         | 26  | 3  | 3  | 6   | 6   | —  | — | — | —  | —  |
|             | New Jersey Devils       | NHL         | 12  | 1  | 2  | 3   | 8   | 1  | 0 | 0 | 0  | 0  |
| 1995–1996   | New York Islanders      | NHL         | 10  | 1  | 0  | 1   | 0   | —  | — | — | —  | —  |
|             | Utah Grizzlies          | IHL         | 34  | 28 | 15 | 43  | 22  | —  | — | — | —  | —  |
|             | Chicago Blackhawks      | NHL         | 2   | 0  | 0  | 0   | 0   | —  | — | — | —  | —  |
|             | Indianapolis Ice        | IHL         | 32  | 9  | 12 | 21  | 20  | 5  | 1 | 5 | 6  | 8  |
| 1996–1997   | Krefeld Pinguine        | DEL         | 28  | 7  | 12 | 19  | 14  | —  | — | — | —  | —  |
|             | Grand Rapids Griffins   | IHL         | 35  | 8  | 18 | 26  | 24  | 5  | 3 | 1 | 4  | 2  |
| 1997–1998   | Grand Rapids Griffins   | IHL         | 81  | 13 | 13 | 26  | 36  | 3  | 1 | 1 | 2  | 0  |
| 1998–1999   | Grand Rapids Griffins   | IHL         | 72  | 14 | 11 | 25  | 50  | —  | — | — | —  | —  |
| 1999–2000   | Grand Rapids Griffins   | IHL         | 2   | 0  | 0  | 0   | 0   | —  | — | — | —  | —  |
| NHL totalt  | NHL totalt              | NHL totalt  | 318 | 58 | 60 | 118 | 125 | 1  | 0 | 0 | 0  | 0  |
| AHL totalt  | AHL totalt              | AHL totalt  | 83  | 32 | 43 | 75  | 18  | —  | — | — | —  | —  |
| IHL totalt  | IHL totalt              | IHL totalt  | 257 | 73 | 69 | 142 | 154 | 13 | 5 | 7 | 12 | 10 |
| NCAA totalt | NCAA totalt             | NCAA totalt | 180 | 69 | 94 | 163 | 122 | —  | — | — | —  | —  |

### Internationellt
| Källa:        | Källa:        | Källa:        |         | Utv = Utvisningsminuter | Utv = Utvisningsminuter | Utv = Utvisningsminuter | Utv = Utvisningsminuter | Utv = Utvisningsminuter |
| År            | Lag           | Mästerskap    | Matcher | Mål                     | Assists                 | Poäng                   | Utv                     |                         |
| ------------- | ------------- | ------------- | ------- | ----------------------- | ----------------------- | ----------------------- | ----------------------- | ----------------------- |
| 1990          | USA           | VM            | 10      | 2                       | 1                       | 3                       | 6                       |                         |
| 1991          | USA           | VM            | 10      | 6                       | 4                       | 10                      | 14                      |                         |
| 1994          | USA           | VM            | 5       | 1                       | 1                       | 2                       | 2                       |                         |
| Senior totalt | Senior totalt | Senior totalt | 25      | 9                       | 6                       | 15                      | 22                      |                         |